# Жуан Педро (футболіст, 1992)
Жуан Педро (порт. João Pedro; нар. 9 березня 1992, Іпатінга) — бразильський і італійський футболіст, півзахисник, нападник клубу «Галл Сіті» і національної збірної Італії.

## Клубна кар'єра
Народився 9 березня 1992 року в місті Іпатінга. Вихованець футбольної школи клубу «Атлетіко Мінейру». 23 травня 2010 року він дебютував в основному складі команди в грі з «Атлетіко Паранаенсе», вийшовши на заміну на 85 хвилині зустрічі. А через три дні він дебютував у стартовому складі команди в грі з «Греміо». Після цього дебюту, головний тренер команди, Вандерлей Лушембурго, став довіряти молодому гравцеві. Він же перевів його з позиції другого форварда в атакувальні півзахисники. Загалом того року молодий футболіст взяв участь в 11 матчах чемпіонату.
30 серпня 2010 року Жуан Педро перейшов в італійський клуб «Палермо», уклавши контракт на 5 років із заробітною платою у 200 тис. євро за сезон. 16 вересня він дебютував у складі команди у матчі Ліги Європи з празькою «Спартою», замінивши Ніколу Рігоні на 78-й хвилині. 16 січня 2011 року він дебютував у італійській Серії А, замінивши Йосипа Іличича на 70-й хвилині матчу з «Кальярі» (1:3).
29 січня 2011 року Жуан Педро був відданий в оренду на залишок сезону в португальську «Віторію» (Гімарайнш), але достроково був відправлений назад 4 квітня з дисциплінарних причин, після того, як агресивно відреагував на заміну в першому таймі в матчі проти «Спортінга», через що встиг зіграти за клуб лише 6 ігор у чемпіонаті і ще одну у Кубку.
Перед наступним сезоном, 19 серпня 2011 року «Палермо» віддали бразильця в нову оренду, цього разу в уругвайський «Пеньяроль». 28 серпня 2011 року дебютував за команду у гостьовій грі апертури чемпіонату Уругваю проти «Серро-Ларго». Жуан Педро зіграв 66 хвилин і був замінений на Родріго Пасторіні. Загалом у чемпіонаті 2011/12 років він зіграв 15 ігор (з 6 голами) в турнірі Апертура та 2 в турнірі Клаусура, а також взяв участь у 8 матчах Кубка Лібертадорес, в яких забив один гол у матчі першого раунду проти «Каракаса» (4:0) 26 січня.
Після розірвання контракту з «Палермо» у липні 2012 року Жуан Педро повернувся на батьківщину і став гравцем «Сантуса», підписавши угоду з клубом до 2014 року. Дебютував за нову команду в матчі проти «Інтернасьйонала» (0:0). Зігравши до кінця року 10 ігор у чемпіонаті, на початку 2013 році він знову відправився в оренду на цей раз в клуб «Ешторіл Прая», повернувшись грати у Португалію незважаючи на негативний досвід з «Віторією». Втім цього разу гравець добре себе проявив і 1 липня 2013 року Жуан Педро підписав річну угоду з португальцями. У своєму єдиному повному сезоні за цю команду він забив вісім голів.
1 вересня 2014 року, в останній день трансферного вікна, бразилець перейшов в «Кальярі» в обміні на Матіаса Кабреру з доплатою близько 1 млн євро. 3 листопада 2014 року він забив свій перший гол в Серії А у матчі проти «Лаціо» (2:4), а всього за сезон забив 5 голів у 29 іграх, але його команда вилетіла до Серії B. Однак,  бразилець не покинув команду і зігравши 38 матчів другого дивізіону, в яких забив 13 голів та віддав 7 передач, він допоміг клубу посісти перше місце та повернутись в Серію А. У наступні роки бразилець залишався основним гравцем сардинців і у серпні 2017 року підписав новий контракт до 2021 року.
16 травня 2018 року півзахисник отримав шестимісячну дискваліфікацію після позитивного тесту на заборонений препарат гідрохлоротіазид після матчу проти «Сассуоло» в лютому. Незважаючи на дискваліфікацію, Жуан Педро підписав новий контракт з клубом у листопаді 2018 року до 2022 року. Відіграв за головну команду Сардинії дев'ять сезонів, ставши її лідером, а згодом й капітаном. За ці роки взяв участь у 271 матчі усіх турнірів.
21 липня 2022 року 30-річний півзахисник на умовах трирічного контракту приєднався до турецького «Фенербахче».
26 вересня 2024 року Жуан Педро приєднався до «Галл Сіті» підписавши однорічний контракт з можливістю продовження ще на дванадцять місяців.

## Виступи за збірну
2009 року дебютував у складі юнацької збірної Бразилії (U-17), з якою виграв юнацький чемпіонат Південної Америки у Чилі. Цей результат дозволив Жуану Педро разом з командою поїхати і на юнацький чемпіонат світу, що пройшов восени того ж року у Нігерії, але тут бразильці не зуміли вийти з групи. Загалом на юнацькому рівні взяв участь в 11 іграх, відзначившись одним забитим голом.
Виступаючи в Італії одружився з італійкою і з часом отримав громадянство цієї країни. На початку 2022 року отримав дозвіл захищати її кольори на рівні національних збірних і в березні того ж року дебютував в іграх за національну збірну Італії.
| Дата      | Місто   | Господарі | Результат | Гості              | Турнір            | Голи | Примітки |
| --------- | ------- | --------- | --------- | ------------------ | ----------------- | ---- | -------- |
| 24-3-2022 | Палермо | Італія    | 0 – 1     | Північна Македонія | Відбір до ЧС 2022 | -    | 90'      |
| Усього    |         | Матчів    | 1         |                    | Голів             | 0    |          |

## Титули і досягнення
- Переможець Ліги Мінейро (1):

«Атлетіко Мінейру»: 2010
- Переможець Рекопи Південної Америки (1):

«Сантус»: 2012
- Володар Кубка Туреччини (1):

«Фенербахче»: 2022-23
Збірні
- Чемпіон Південної Америки (U-17): 2009